# Desulfuromonas
Desulfuromonas és un gènere de bacteris Gramnegatiu de la família de Desulfuromonadaceae. Desulfuromonas pot reduir sofre elemental a H₂S. El trobem en sediments anòxics i llacs salins.